# Немачка подморница У-24
Подморница У-24 је била Немачка подморница типа II-Б и коришћена у Другом светском рату. Подморница је изграђена 10. октобра 1936. године и служила је у 3. подморничкој флотили (1. октобар 1936 — 1. август 1939) - у резерви, 3. подморничкој флотили (1. септембар 1939 — 17. октобар 1939) - борбени брод, 1. подморничкој флотили (18. октобар 1939 — 31. децембар 1939) - школски брод, 1. подморничкој флотили (1. јануар 1940 — 30. април 1940) - борбени брод, 1. подморничкој флотили (1. мај 1940 — 30. јун 1940) - школски брод, 21. подморничкој флотили 1. јул 1940 — 30. април 1942. - школски брод, и 30. подморничкој флотили (1. октобар 1942 — 25. август 1944) - борбени брод.

## Служба
На своје прво борбено патролирање, подморница У-24 полази 25. августа 1939. године, из базе Вилхелмсхафен. Седам дана касније, она се враћа у Вилхелмсхафен, одакле већ 2. септембра, одлази на ново патролирање. По завршетку још једне мисије полагања мина, У-24 упловљава 5. септембра у Кил, где остаје до 13. септембра, када полази на ново патролирање. Након 2 и по недеље патролирања, У-24 се враћа у Кил. Дана, 12. октобра 1939. године, У-24 полази из базе Кил, и свега три дана касније упловљава у Вилхелмсхафен, где остаје до 23. октобра, када полази на нову мисију полагања мина. По завршеном полагању минског поља, У-24 упловљава у Кил, где ће остати скоро 2 и по месеца. У 07:20 сати, 9. новембра 1940. године, британски трговачки брод Carmarthen Coast (заповедник Џ. О. Роулендс) удара у једну мину, коју је 26. октобра положила У-24, и тоне на око 3 наутичке миље источно од луке Сихем. Два члана посаде су погинула, док заповедника и остале преживеле чланове посаде спасава Сихемси спасилачки брод.
У периоду од 6. јануара 1940. године, до 7. маја 1940. године, У-24 је извршила 4 борбене патроле, али није забележила никакве успехе. Од 1. маја 1940. године, до 30. априла 1942. године, подморница У-24 се користила као брод за обуку младих подморничара. Након што је донесена одлука да немачка формира једну подморничку флотилу на Црном мору, почиње пребацивање подморнице У-24, најпре копном, а затим Дунавом до нове базе Констанца, Румунија. Подморница У-24, је званично уврштена у новоформорану 30. подморничку флотили (Црноморску), 1. октобра 1942. године. Дана, 27. октобра, У-24 полази из Констанце на своју прву патролу Црним морем. У 19:18 сати, 5. новембра, У-24 испаљује једно торпедо ка совјетском наоружаном рибарском броду T-492, код Потиа, али торпедо пролази испод брода. Брод отвара ватру из својих топова, и присиљава подморницу У-24 да зарони. Након што је и последње њено торпедо промашила мету у 00:38 сати, 6. новембра, подморница израња и отвара ватру из свог против-авионског топа од 20 mm, али је топ убрзо отказао, и немци стога отварају ватру из својих аутомата, оштећујући притом само командни мост на броду. Борба је убрзо прекинута.
Пошто је потрошила сва своја торпеда, а и топ је био неисправан, У-24 креће назад у базу Констанца, где стиже 9. новембра 1942. године. По завршеној попуни, и краћем одмору, У-24 полази у ново патролирање 24. новембра. Пет дана касније, ка подморници У-24 су испаљена три пројектила из топова турске обалске артиљерије, пре него што је она успела да зарони. Командант подморнице наводи да се У-24 налазила на 7 или 8 наутичких миља од Турске обале. Након 23 дана безуспешног патролирања, У-24 се 16. децембра враћа у Констанцу, где ће остати до 18. јануара 1943. године, када полази у ново патролирање. Ни на овом патролирању, које је трајало 32 дана, У-24 није забележила никаве нове успехе, и 18. фебруара упловљава у Констанцу. На своје ново патролирање, У-24 полази из Констанце 14. марта 1943. године.
У 12:03 сати, 21. марта 1943. године, У-24 испаљује салву од два торпеда ка једном танкеру, који је ескортован од два разарача и једног обалног миноловца, у близини Потиа, и бележи један погодак који је изазвао пожар на броду. Потонуће совјетског танкера Sovetskaja Neft (8.228 тона) је било потврђено, али по совјетском изворима, стварна мета је заправо био совјетски танкер , који је само оштећен. Подморница У-24 се враћа 3. априла у Констанцу, где остаје до 10. априла, када одлази на ново патролирање. Шест дана касније, У-24 са враћа поново у Констанцу, где остаје све до 5. јуна 1943. године, када полази на своје ново патролирање. Дана, 15. јуна, у 14:19 сати, У-24 испаљује једну салву од два торпеда ка совјетском флотном миноловцу BTSC-411 Zashchitnik (No 26), који је опажен у 13:54 сати, и бележи један погодак након 1 минута и 30 секунди. Брод се прелама на два дела и тоне на око 20 наутичких миља, западно од Сушумија. Двадесешест чланова посаде совјетског брода је погинуло, а преживеле сакупљају патролни бродови SKA-0101 и SKA-0138.
Након 25 дана патролирања, У-24 упловљава 29. јуна у Констанцу, да би скоро месец дана касније, 26. јула 1943. године, пошла на ново патролирање. У 18:46 сати, 30. јула, подморница У-24 испаљује два торпеда унутар Сушумијског сидришта. Оба торпеда погађају совјетски танкер , који је био привезан за кеј код Сушумијског светионика, где се користио као непокретан магацин, и био је тотално уништен. Дана, 22. августа 1943. године, у 01:24 сати, У-24 отвара ватру из свог топа од 20 mm и аутомата, ка совјетском патролном чамцу SKA-0188, који је вукао два десантна чамца. Подморница извештава да је један од десантних чамаца потопљен, али да је патролни чамац одговорио ватром, одбацио канап за вучу и побегао неоштећен. Десантни чамац DB-36 је нападнут ватром из аутомата и ручним гранатама. Три члана његове посаде се предало. У 02:52 сати, други десантни чамац, DB-37 је био потопљен топовском ватром и ручним гранатама, док су се и његова три члана посаде предала. Подморница је затим покушала да одвуче први чамац, али је он у 03:31 сати, потонуо услед задобијених оштећења. Четворица од 6 заробљених совјетских морнара, била су рањена, и сви су искрцани 23. августа у Феодосију, Украјина.
Подморница У-24 упловљава 25. августа 1943. године у Севастопољ, где остаје до 20. октобра, када одлази на ново патролирање. У 16:37 сати, 31. октобра, У-24 испаљује једно торпедо и бележи погодак на једном патролном броду или миноловцу, након 28 секунди. Потопљени брод је био совјетски обални миноловац . Након 16 дана патролирања, У-24 упловљава 4. новембра у Констанцу, из које ће тек 15. јануара 1944. године кренути у ново патролирање. На овом патролирању (до 10. фебруара), као ни на следећем (4. март – 2. април), У-24 неће забележити нове успехе. Подморница У-24 ће кренути на своје претпоследње патролирање из Констанце 2. маја 1944. године. У 23:23 сати, 12. маја 1944. године, У-24 испаљује једно торпедо према два совјетска ескортна брода, и бележи погодак по средини једног од њих, након 67 секунди, а затим су након потонућа брода регистроване пет експлозије дубинских бомби. Брод који је потону, био је совјетски патролни чамац SKA-0376. Две недеље касније, 27. маја, У-24 води површинску борбу против 2 совјетска патролна чамца, На подморници је један члан посаде погинуо, а двојица су рањена. Три дана касније, 30. маја 1944. године, У-24 упловљава у Констанцу. На своје последње патролирање, У-24 полази 13. јула 1944. године из Констанце, али након 23 дана безуспешног патролирања, она се враћа у Констанцу. Дана, 25. августа 1944. године, У-24 је потопљена од своје посаде у Констанци, како не би пала румунским снагама у руке, пошто је Румунија потисала 23. августа капитулацију, а 25. августа објавили рат Трећем рајху.

## Команданти
- Хајнц Бухолц - 3. јул 1937 — 30. септембар 1937.
- Удо Беренс - 8. октобар 1937 — 17. октобар 1939.
- Харалд Јепенер-Халтенхоф - 18. октобар 1939.- 29. новембар 1939.
- Удо Хајлман - 30. новембар 1939 — 21. август 1940.
- Дитрих Борхерт - 22. август 1940 — 10. март 1941.
- Хелмут Хениг - 11. март 1941 — 31. јул 1941.
- Хардо Родлер фон Роитберг - 1. август 1941 — 5. мај 1942.
- Клаус Петерсен - 14. октобар 1942 — 17. новембар 1942.
- Клеменс Шелер - 18. новембар 1942 — 15. април 1943.
- Клаус Петерсен - 16. април 1943 — 7. април 1944.
- Мартин Лант-Хајен 7. април 1944. - јул 1944.
- Дитер Ленцман - јул 1944. - 25. август 1944.

## Бродови
| Име брода | Држава               | Тежина     | Година изградње | Датум напада      | Напомена        |
|           | Уједињено Краљевство | 961 тона   | 1921.           | 9. новембар 1939. | Потопљен        |
|           | СССР                 | 7.661 тона | 1932.           | 31. март 1943.    | Оштећен         |
|           | СССР                 | 441 тона   | 1938.           | 15. јун 1943.     | Потопљен        |
|           | СССР                 | 7.886 тона | 1929.           | 30. јул 1943.     | Тотално уништен |
|           | СССР                 | 9 тона     | 1943.           | 22. август 1943.  | Потопљен        |
|           | СССР                 | 9 тона     | 1943.           | 22. август 1943.  | Потопљен        |
|           | СССР                 | 56 тона    | 1938.           | 31. октобар 1943. | Потопљен        |
|           | СССР                 | 56 тона    | 1943.           | 12. мај 1944.     | Потопљен        |
| --------- | -------------------- | ---------- | --------------- | ----------------- | --------------- |